# Get on the Bus
Get on the Bus è un brano R&B scritto da Missy Elliott, prodotto dalla stessa con Timbaland e interpretato dalle Destiny's Child per la colonna sonora del film Why Do Fools Fall in Love - Un ragazzo di talento. Oltre ad essere il secondo singolo tratto dalla colonna sonora, è il terzo singolo ufficiale del gruppo, pubblicato solo in Europa.

## Composizione e testo
Il brano rivela le caratteristiche tipiche delle composizioni di Timbaland di quegli anni: ritmi sincopati, grande uso di scratch, utilizzo di versi e rumori campionati, in questo caso il fischiettio di uccelli. Il testo è stato scritto dalla collaboratrice di fiducia del produttore, Missy Elliott, con la quale ha creato singoli per altri gruppi femminili R&B in quello stesso periodo (Total, 702, SWV).
La canzone affronta i problemi di coppia visti sotto una luce femminista, in linea con altre canzoni scritte dalla Elliott e con i singoli successivi delle Destiny's Child. Nella prima strofa, cantata da Beyoncé, una ragazza affronta duramente il proprio partner dicendogli che non vuole sentire una parola uscire dalla sua bocca e che lo sta buttando fuori. Il ritornello consiglia al ragazzo di trovarsi un taxi, o meglio ancora, come suggerisce il titolo del brano, di prendere il bus, visto che non esiste più un "noi" tra loro e che lei sta portando via tutte le sue cose.
Nella seconda strofa, cantata da Kelly, la protagonista dice al ragazzo di smetterla di chiamare gli amici di lei, e che troppe volte l'ha lasciato tornare nella sua vita, ma che stavolta è diverso e sarà un nuovo giorno.
Timbaland appare nella canzone anche in qualità di rapper, nell'intro e prima dell'ultimo ritornello, e interpreta la parte del ragazzo: inizialmente si chiede perché la sua ragazza appaia triste e perché non le piaccia il navigatore satellitare che ha comprato per l'auto; la ammonisce di non accusarlo di cose stupide, come essere andato in giro per strada o essersi messo a parlare con le sue amiche, e le ricorda che senza di lei lui non è niente, ed è un semplice uomo che cerca di farcela in questo freddo mondo. Nell'ultima strofa le rinfaccia di averle fatto conoscere Dolce e Gabbana, di averla fatta passare da biciclette sgangherate alle moto Honda e di averle portato via lo stress. Le chiede perché dopo tutto quello che ha fatto per lei, ora lo tratta come fosse un disturbo; tutta questa situazione ai suoi occhi è come uccidere un sogno e prega che non ci sia un altro uomo tra loro due.

## Video
Il videoclip del singolo è stato diretto da Earle Sebastian e vede le quattro ragazze e Timbaland in vari set bianchi; sulle pareti di fondo vengono proiettate le immagini di diapositive che mostrano oggetti che si riferiscono alla canzone: oggetti di valore femminili e maschili (in riferimento al voler impacchettare le proprie cose e andarsene), l'insegna della Greyhound Lines, nota linea di pullman interstatali statunitense, uccelli in volo (in riferimento al cinguettio campionato per la creazione del beat).
Le ragazze sono vestite di bianco o di argento a seconda delle scene, ed eseguono una coreografia piuttosto veloce. Il loro look appare più maturo rispetto ai video precedenti, anche se ancora hanno tutte i capelli scuri. Questo è il primo video del gruppo che non è stato diretto da Darren Grant.

## Ricezione
Il singolo, forse a causa dell'insuccesso del precedente With Me, non è stato pubblicato in USA, ed è diventato uno dei brani di minor successo della band, anche se in seguito è diventato un favorito dei fan ed è stato inserito nella scaletta del tour mondiale del gruppo del 2002. Il singolo è entrato a malapena in alcune classifiche europee, senza mai ottenere risultati esaltanti. Nel Regno Unito è arrivato alla posizione numero 15, diventando il terzo singolo della band ad entrare in classifica e nella top20, mentre nei Paesi Bassi è arrivato al numero 18 spendendo 14 settimane in classifica, diventando il terzo singolo ad entrare nelle classifiche olandesi ma il secondo ad entrare in top20, dopo No, No, No.

## Classifiche
| Classifica (1998/1999)               | Posizione |
| ------------------------------------ | --------- |
| Germania                             | 60        |
| Olanda                               | 18        |
| Regno Unito                          | 15        |
| US Billboard Hot R&B/Hip-Hop Airplay | 63        |

## Tracce
1. Get on the Bus (radio version) (featuring Timbaland)
2. Get on the Bus (radio edit without rap)
3. Illusions (Destiny Club Mix)